# Théorème ergodique maximal
 (mars 2025).
Le théorème ergodique maximal est un théorème qui s'inscrit dans la théorie ergodique, une branche des mathématiques.
Soient {\displaystyle (X,{\mathcal {B}},\mu )} est un espace de probabilité, {\displaystyle T:X\to X} une transformation préservant la mesure (non nécessairement inversible), et {\displaystyle f\in L^{1}(\mu ,\mathbb {R} )}. On définit l'application {\displaystyle f^{*}} par
{\displaystyle f^{*}=\sup _{N\geq 1}{\frac {1}{N}}\sum _{i=0}^{N-1}f\circ T^{i}.}
Alors le théorème ergodique maximal énonce que
{\displaystyle \int _{f^{*}>\lambda }f\,d\mu \geq \lambda \cdot \mu \{f^{*}>\lambda \}}
pour tout {\displaystyle \lambda \in \mathbb {R} }.
Ce théorème est utilisé pour prouver le théorème ergodique ponctuel.